# FCニトラ
FCニトラ（スロバキア語: FC Nitra）は、スロバキア・ニトラを本拠地とするサッカークラブ。現在、2. リーガに所属している。

## 歴史
1909年に設立された、スロバキア最古のサッカークラブの一つである。チェコスロバキア時代には4回の昇格と降格を繰り返し、最高でも5年間の最上位リーグ滞在に止まった（1979年-1984年、1986年-1991年）。1962年が最もタイトルに近付いた年であったが、勝ち点3の差でFKデュクラ・プラハに敗れた。しかし、チェコスロバキアで初めてのプロサッカークラブであった。
ビロード離婚によってスロバキアが独立すると同国の一部リーグに所属した。初年度となった1994年に1.リーガの上位となったが、翌年には2.リーガに降格した。その翌年には再び一部に復帰したものの、一年で再降格となった。2001年に昇格に失敗するまでは一部と二部を行き来する形であったが、同年以降は5年間に及んで昇格に失敗し続けた。
ローベルト・ラークが2004-05年度の2.リーガ得点王となると（MFKルジョムベロクのエリク・イェンドリシェクも得点王を獲得した）、2005-06シーズンは5年ぶりに一部に復帰した。同年もラクが得点王を獲得したものの、その次のシーズンにはMFKルジョムベロクに移籍した。二部時代から指揮を執っていたイヴァン・ガラードは彼の移籍に伴ってチームを守備的に構築したものの、成績は不振となり解任された。2007-08シーズンにはチェコのパヴェル・ハパルを監督に据えると成績も回復し3位で終え、チーム史上最高の成績となった。彼はFKムラダー・ボレスラフからのオファーを受けたため、ニトラを去った。その代わりにパヴェル・マルラが監督に就任した。その後、ペタル・クルチュヴィッチが監督に就任した。また2009年にはMFKルジョムベロクからイヴァン・ホデュールを獲得した。

### 年表
- 1909年: ニトライÖTTSOとして設立
- 1911年: ニトライTVEに改名
- 1919年: ニトライSCに改名
- 1921年: SKニトラに改名
- 1923年: ACニトラに改名
- 1948年: ショコル・ニトラに改名
- 1949年: ZSJショコル・スポイェネ・ザヴォディ・ニトラに改名
- 1949年: ZK KPニトラに改名
- 1953年: DSOスラヴォイ・ニトラに改名
- 1956年: TJスロヴァン・ニトラに改名
- 1966年: AC ニトラに再改名
- 1976年: TJプラスチカ・ニトラに改名
- 1989年: UEFAカップに1989-90で初出場
- 1990年: FCニトラに改名

## UEFA主催大会での成績
- ミトローパ・カップ[2]
  - 準優勝: 1961

| シーズン | 大会                   | ラウンド    | 国                   | クラブ             | ホーム | アウェイ | 合計    |
| -------- | ---------------------- | ----------- | -------------------- | ------------------ | ------ | -------- | ------- |
| 1989–90  | UEFAカップ             | 第1ラウンド | ドイツの旗           | 1.FCケルン         | 0–1    | 1–4      | 1–5     |
| 2006     | UEFAインタートトカップ | 第1ラウンド | ルクセンブルクの旗   | CSグレーヴェンマハ | 6–2    | 6–0      | 12–2    |
| 2006     | UEFAインタートトカップ | 第2ラウンド | ウクライナの旗       | ドニプロ           | 2–1    | 0–2      | 2–3     |
| 2008     | インタートトカップ     | 第1ラウンド | アゼルバイジャンの旗 | ネフチ・バクー     | 3–1    | 0–2      | 3–3 (a) |
| 2010–11  | UEFAカップ             | 1. Round    | ハンガリーの旗       | ETOジェール        | 2–2    | 1–3      | 1–5     |

## 現所属メンバー
2021年2月4日現在
注：選手の国籍表記はFIFAの定めた代表資格ルールに基づく。
| No. | Pos. |                          | 選手名                         |
| --- | ---- | ------------------------ | ------------------------------ |
| 1   | GK   | スロバキア               | ダーヴィド・シーポシュ         |
| 4   | DF   | スロバキア               | エリク・シュリャ               |
| 5   | DF   | スロバキア               | クリスティアーン・コルチャーク |
| 6   | MF   | ボスニア・ヘルツェゴビナ | アレン・ムスタフィッチ         |
| 7   | MF   | ドイツ                   | シナン・クルト                 |
| 8   | FW   | スロバキア               | オンドレイ・ヴラーベル         |
| 9   | MF   | スロバキア               | トマーシュ・ハムバーレク       |
| 11  | DF   | スロバキア               | ルカーシュ・ファビシュ         |
| 12  | MF   | スロバキア               | ドミニク・グラーシュ           |
| 13  | FW   | フィリピン               | オリヴァー・ビアス             |
| 17  | DF   | ドイツ                   | エキン・チェレビ               |
| 18  | FW   | スロバキア               | マテイ・フランコ               |
| 19  | FW   | スロバキア               | パトリック・ダネク             |

| No. | Pos. |            | 選手名                      |
| --- | ---- | ---------- | --------------------------- |
| 20  | FW   | スロバキア | ヤーン・フェルレチャーク    |
| 21  | DF   | セネガル   | ティディアン・ジビー・バ    |
| 22  | MF   | スロバキア | ペテル・フリービク          |
| 24  | DF   | チュニジア | ラムジ・フェルジャニ        |
| 26  | FW   | スロバキア | エリク・イェンドリシェク () |
| 27  | MF   | コソボ     | エロル・ゼイヌラフ          |
| 28  | FW   | スイス     | キリアン・パリュウカ        |
| 31  | GK   | スロバキア | ミハル・トルノフスキー      |
| 33  | GK   | スロバキア | ローベルト・バラージ        |
| 39  | MF   | ドイツ     | ヤンニ・レゲーゼル          |
| 44  | MF   | スロバキア | アーダム・メーサーロシュ    |
| 77  | FW   | スロバキア | ヤクブ・タンツィーク        |

### スタッフ陣
2014年6月24日現在
| スタッフ            | 役割               |
| ------------------- | ------------------ |
| Róbert Barborík     | 監督               |
| Martin Babinec      | アシスタントコーチ |
| TBA                 | GKコーチ           |
| Igor Demo           | チームリーダー     |
| MUDr. Ivan Štefanov | 専属医             |
| Dagmar Zahustelová  | 理学療法士         |
| Štefan Balla        | 会計               |

## 歴代所属選手
- アレクサンデル・ヴェンツェル 1977-1979
- イヴァン・ホデュール 1998-2000, 2009-2011
- ローベルト・ラーク 2004-2006, 2008-2012
- ミロスラフ・ストッフ 2005-2006
- ジョン・メンサー 2013-2014